# Serrat de l'Ascensió
El Serrat de l'Ascensió és una muntanya de 745 metres que es troba al municipi de Pinell de Solsonès, a la comarca catalana del Solsonès.